# Llista d'asteroides/105801–105900
| Nom      | Designació provisional | Data de descobriment | Lloc de descobriment | Descobridor/s               |
| -------- | ---------------------- | -------------------- | -------------------- | --------------------------- |
| 105801 - | 2000 SK128             | 24 de setembre, 2000 | Socorro              | LINEAR                      |
| 105802 - | 2000 SV128             | 24 de setembre, 2000 | Socorro              | LINEAR                      |
| 105803 - | 2000 SH132             | 22 de setembre, 2000 | Socorro              | LINEAR                      |
| 105804 - | 2000 SY133             | 23 de setembre, 2000 | Socorro              | LINEAR                      |
| 105805 - | 2000 SL135             | 23 de setembre, 2000 | Socorro              | LINEAR                      |
| 105806 - | 2000 ST135             | 23 de setembre, 2000 | Socorro              | LINEAR                      |
| 105807 - | 2000 SY135             | 23 de setembre, 2000 | Socorro              | LINEAR                      |
| 105808 - | 2000 SZ135             | 23 de setembre, 2000 | Socorro              | LINEAR                      |
| 105809 - | 2000 SJ136             | 23 de setembre, 2000 | Socorro              | LINEAR                      |
| 105810 - | 2000 SR138             | 23 de setembre, 2000 | Socorro              | LINEAR                      |
| 105811 - | 2000 SY138             | 23 de setembre, 2000 | Socorro              | LINEAR                      |
| 105812 - | 2000 SZ138             | 23 de setembre, 2000 | Socorro              | LINEAR                      |
| 105813 - | 2000 ST140             | 23 de setembre, 2000 | Socorro              | LINEAR                      |
| 105814 - | 2000 SW140             | 23 de setembre, 2000 | Socorro              | LINEAR                      |
| 105815 - | 2000 SB141             | 23 de setembre, 2000 | Socorro              | LINEAR                      |
| 105816 - | 2000 SJ141             | 23 de setembre, 2000 | Socorro              | LINEAR                      |
| 105817 - | 2000 SC142             | 23 de setembre, 2000 | Socorro              | LINEAR                      |
| 105818 - | 2000 SM142             | 23 de setembre, 2000 | Socorro              | LINEAR                      |
| 105819 - | 2000 SN142             | 23 de setembre, 2000 | Socorro              | LINEAR                      |
| 105820 - | 2000 SP142             | 23 de setembre, 2000 | Socorro              | LINEAR                      |
| 105821 - | 2000 SQ142             | 23 de setembre, 2000 | Socorro              | LINEAR                      |
| 105822 - | 2000 SZ142             | 23 de setembre, 2000 | Socorro              | LINEAR                      |
| 105823 - | 2000 SF143             | 23 de setembre, 2000 | Socorro              | LINEAR                      |
| 105824 - | 2000 SW143             | 24 de setembre, 2000 | Socorro              | LINEAR                      |
| 105825 - | 2000 SG144             | 24 de setembre, 2000 | Socorro              | LINEAR                      |
| 105826 - | 2000 SD145             | 24 de setembre, 2000 | Socorro              | LINEAR                      |
| 105827 - | 2000 SM146             | 24 de setembre, 2000 | Socorro              | LINEAR                      |
| 105828 - | 2000 SR146             | 24 de setembre, 2000 | Socorro              | LINEAR                      |
| 105829 - | 2000 SH147             | 24 de setembre, 2000 | Socorro              | LINEAR                      |
| 105830 - | 2000 SC148             | 24 de setembre, 2000 | Socorro              | LINEAR                      |
| 105831 - | 2000 SD148             | 24 de setembre, 2000 | Socorro              | LINEAR                      |
| 105832 - | 2000 SM148             | 24 de setembre, 2000 | Socorro              | LINEAR                      |
| 105833 - | 2000 SA150             | 24 de setembre, 2000 | Socorro              | LINEAR                      |
| 105834 - | 2000 SC150             | 24 de setembre, 2000 | Socorro              | LINEAR                      |
| 105835 - | 2000 SW150             | 24 de setembre, 2000 | Socorro              | LINEAR                      |
| 105836 - | 2000 SJ152             | 24 de setembre, 2000 | Socorro              | LINEAR                      |
| 105837 - | 2000 ST152             | 24 de setembre, 2000 | Socorro              | LINEAR                      |
| 105838 - | 2000 SZ152             | 24 de setembre, 2000 | Socorro              | LINEAR                      |
| 105839 - | 2000 SC154             | 24 de setembre, 2000 | Socorro              | LINEAR                      |
| 105840 - | 2000 SK155             | 24 de setembre, 2000 | Socorro              | LINEAR                      |
| 105841 - | 2000 ST155             | 24 de setembre, 2000 | Socorro              | LINEAR                      |
| 105842 - | 2000 SJ156             | 24 de setembre, 2000 | Socorro              | LINEAR                      |
| 105843 - | 2000 SD160             | 22 de setembre, 2000 | Socorro              | LINEAR                      |
| 105844 - | 2000 SH160             | 27 de setembre, 2000 | Socorro              | LINEAR                      |
| 105845 - | 2000 SB163             | 27 de setembre, 2000 | Bisei SG Center      | BATTeRS                     |
| 105846 - | 2000 SK164             | 25 de setembre, 2000 | Socorro              | LINEAR                      |
| 105847 - | 2000 SD165             | 23 de setembre, 2000 | Socorro              | LINEAR                      |
| 105848 - | 2000 SK165             | 23 de setembre, 2000 | Socorro              | LINEAR                      |
| 105849 - | 2000 SL165             | 23 de setembre, 2000 | Socorro              | LINEAR                      |
| 105850 - | 2000 SN165             | 23 de setembre, 2000 | Socorro              | LINEAR                      |
| 105851 - | 2000 ST165             | 23 de setembre, 2000 | Socorro              | LINEAR                      |
| 105852 - | 2000 SV165             | 23 de setembre, 2000 | Socorro              | LINEAR                      |
| 105853 - | 2000 SY165             | 23 de setembre, 2000 | Socorro              | LINEAR                      |
| 105854 - | 2000 SB167             | 23 de setembre, 2000 | Socorro              | LINEAR                      |
| 105855 - | 2000 SD167             | 23 de setembre, 2000 | Socorro              | LINEAR                      |
| 105856 - | 2000 SH167             | 23 de setembre, 2000 | Socorro              | LINEAR                      |
| 105857 - | 2000 SZ167             | 23 de setembre, 2000 | Socorro              | LINEAR                      |
| 105858 - | 2000 SW169             | 24 de setembre, 2000 | Socorro              | LINEAR                      |
| 105859 - | 2000 SY169             | 24 de setembre, 2000 | Socorro              | LINEAR                      |
| 105860 - | 2000 SJ170             | 24 de setembre, 2000 | Socorro              | LINEAR                      |
| 105861 - | 2000 SP170             | 24 de setembre, 2000 | Socorro              | LINEAR                      |
| 105862 - | 2000 SU170             | 24 de setembre, 2000 | Socorro              | LINEAR                      |
| 105863 - | 2000 SZ170             | 24 de setembre, 2000 | Socorro              | LINEAR                      |
| 105864 - | 2000 SC171             | 24 de setembre, 2000 | Socorro              | LINEAR                      |
| 105865 - | 2000 SE171             | 24 de setembre, 2000 | Socorro              | LINEAR                      |
| 105866 - | 2000 SH171             | 24 de setembre, 2000 | Socorro              | LINEAR                      |
| 105867 - | 2000 ST171             | 26 de setembre, 2000 | Socorro              | LINEAR                      |
| 105868 - | 2000 SC173             | 28 de setembre, 2000 | Socorro              | LINEAR                      |
| 105869 - | 2000 SJ173             | 28 de setembre, 2000 | Socorro              | LINEAR                      |
| 105870 - | 2000 ST173             | 28 de setembre, 2000 | Socorro              | LINEAR                      |
| 105871 - | 2000 SK174             | 28 de setembre, 2000 | Socorro              | LINEAR                      |
| 105872 - | 2000 SZ174             | 28 de setembre, 2000 | Socorro              | LINEAR                      |
| 105873 - | 2000 SB176             | 28 de setembre, 2000 | Socorro              | LINEAR                      |
| 105874 - | 2000 SF176             | 28 de setembre, 2000 | Socorro              | LINEAR                      |
| 105875 - | 2000 SD177             | 28 de setembre, 2000 | Socorro              | LINEAR                      |
| 105876 - | 2000 SF177             | 28 de setembre, 2000 | Socorro              | LINEAR                      |
| 105877 - | 2000 SJ177             | 28 de setembre, 2000 | Socorro              | LINEAR                      |
| 105878 - | 2000 SP177             | 28 de setembre, 2000 | Socorro              | LINEAR                      |
| 105879 - | 2000 SQ177             | 28 de setembre, 2000 | Socorro              | LINEAR                      |
| 105880 - | 2000 SW177             | 28 de setembre, 2000 | Socorro              | LINEAR                      |
| 105881 - | 2000 SZ178             | 28 de setembre, 2000 | Socorro              | LINEAR                      |
| 105882 - | 2000 SL179             | 28 de setembre, 2000 | Socorro              | LINEAR                      |
| 105883 - | 2000 SY179             | 28 de setembre, 2000 | Socorro              | LINEAR                      |
| 105884 - | 2000 SB180             | 28 de setembre, 2000 | Socorro              | LINEAR                      |
| 105885 - | 2000 SW180             | 17 de setembre, 2000 | Kvistaberg           | Uppsala-DLR Asteroid Survey |
| 105886 - | 2000 SP181             | 19 de setembre, 2000 | Haleakala            | NEAT                        |
| 105887 - | 2000 SM182             | 20 de setembre, 2000 | Socorro              | LINEAR                      |
| 105888 - | 2000 SP182             | 20 de setembre, 2000 | Kitt Peak            | Spacewatch                  |
| 105889 - | 2000 SU182             | 20 de setembre, 2000 | Kitt Peak            | Spacewatch                  |
| 105890 - | 2000 SB183             | 20 de setembre, 2000 | Kitt Peak            | Spacewatch                  |
| 105891 - | 2000 SF183             | 20 de setembre, 2000 | Kitt Peak            | Spacewatch                  |
| 105892 - | 2000 SO183             | 20 de setembre, 2000 | Haleakala            | NEAT                        |
| 105893 - | 2000 SD184             | 20 de setembre, 2000 | Kitt Peak            | Spacewatch                  |
| 105894 - | 2000 SE185             | 20 de setembre, 2000 | Haleakala            | NEAT                        |
| 105895 - | 2000 SE187             | 21 de setembre, 2000 | Haleakala            | NEAT                        |
| 105896 - | 2000 SG187             | 21 de setembre, 2000 | Haleakala            | NEAT                        |
| 105897 - | 2000 ST187             | 21 de setembre, 2000 | Haleakala            | NEAT                        |
| 105898 - | 2000 SC188             | 21 de setembre, 2000 | Haleakala            | NEAT                        |
| 105899 - | 2000 SH189             | 22 de setembre, 2000 | Kitt Peak            | Spacewatch                  |
| 105900 - | 2000 SJ190             | 23 de setembre, 2000 | Socorro              | LINEAR                      |